# District de Tempelhof
Le district de Tempelhof est l'une des anciennes subdivision administratives de Berlin créées lors de la constitution du « Grand Berlin » en 1920.
Après la Seconde Guerre mondiale, elle fait partie du secteur d'occupation américain de Berlin-Ouest.
Lors de la réforme de 2001, le district est intégré à l'arrondissement de Steglitz-Zehlendorf et correspond aux actuels quartiers de :
- 0703 Berlin-Tempelhof
- 0704 Mariendorf
- 0705 Marienfelde
- 0706 Lichtenrade

## Population
Vers 1800
- Tempelhof : 241 habitants
- Mariendorf : 162 habitants
- Marienfelde : 148 habitants
- Lichtenrade : 112 habitants

vers 1900
- Tempelhof : 9 991 habitants
- Mariendorf : 5 764 habitants
- Marienfelde : 1 946 habitants
- Lichtenrade : 818 habitants

en 1999
- tous ces quartiers réunis ont 191 000 habitants